# Haus Störmer
Das Haus Störmer befindet sich in Bremen, Stadtteil Mitte im  Schnoorviertel, Hinter der Holzpforte 1 bzw. Marterburg 29. Es entstand um 1550 und wurde 1962 nach Plänen von Rolf Störmer erneuert.
Das Gebäude steht seit 1917 unter Bremer Denkmalschutz.

## Geschichte
Die ursprüngliche Bevölkerung des Schnoors bestand überwiegend aus Flussfischern und Schiffern. In der Epoche des Klassizismus und des Historismus entstanden von um 1800 bis 1890 die meisten oft kleinen Gebäude. Im weiteren Verlauf wurde es zum Arme-Leute-Viertel, das in weiten Bereichen verfiel – vor allem nach dem Zweiten Weltkrieg.
1959 wurde von der Stadt ein Ortsstatut zum Schutz der erhaltenswerten Bausubstanz beschlossen. Die Häuser wurden dokumentiert und viele seit den 1970er Jahren unter Denkmalschutz gestellt. Ab den 1960er Jahren fanden mit Unterstützung der Stadt Sanierungen, Lückenschließungen und Umbauten im Schnoor statt.
Das dreigeschossige, verklinkerte vordere Giebelhaus an der Straße Hinter der Holzpforte 1 mit einem Satteldach und wurde um 1550 in der Epoche der Renaissance gebaut und um 1805 sowie 1962 umgebaut. Früher waren in den beiden obersten Giebelgeschossen Lagerflächen und statt der Fenster Klappläden. Daneben steht das Concordenhaus.
Der hintere zweigeschossige verfallende Anbau wurde abgerissen. 1962 entstand hier an der Rückseite (Marterburg 29) der dreigeschossige Neubauteil mit einer modernen Fassade mit großen Fensterelementen in einem  Betonrahmen und mit Rotsteinbrüstungen nach Plänen des Architekten Rolf Störmer, der hier für sich sein Atelier und Wohnhaus errichtete. Das Haus steht gegenüber dem Katzencafé (Schnoor 38).
Heute (2018) wird das Haus durch eine Galerie, ein Filmbüro und zum Wohnen genutzt. 
Der Straßenname Hinter der Holzpforte erinnert an die beiden mittelalterlichen Holtporten in der Bremer Stadtmauer, durch die das in Form von Flößen die Weser herab beförderte Holz in die Stadt geschafft werden konnte. 